# Over Logging
«Over Logging» (En España: «Exceso de Usuarios» y en Hispanoamérica: «Sobre Cargado») es el sexto episodio de la decimosegunda temporada de South Park. Se estrenó por primera vez en Hispanoamérica el 18 de mayo de 2009.

## Trama
El episodio comienza con la Familia Marsh haciendo varias actividades en línea: Stan revisando páginas como YooHoo! y YouToob, Shelly conversando con su novio en línea, Amir, de Montana (Paradójicamente, Shelly tiene en su cuarto un póster de "Saddie Dakota", Una parodia de Hannah Montana) y Randy mirando pornografía en Internet. Sharon manda a todos a dormir, insistiendo que la Internet estará ahí mañana. Cosa que la mañana siguiente descubren que no hay conexión. Que les conlleva ir a la casa de los Broflovski para usar su conexión, pero encuentra que allí, la conexión tampoco funciona, entonces, ambas familias van a Starbucks para usar su conexión inalámbrica gratuita, pero ahí descubren que toda la ciudad está sin conexión. Las noticias, que no tienen nada que informar sin Internet, da rumores de que hay conexión en Silicon Valley. Luego de 8 días sin conexión, la Familia Marsh va a California. Cuando pasan la noche en un campamento, un señor da un monólogo que California está plagado de otros viajeros y que "No hay suficiente conexión para todos".
Cuando los Marsh llegan a California, son ubicados en un "Campamento par Refugiados de la Internet" de la Cruz Roja, donde cada familia sólo tiene 40 segundos de conexión por día, Cosa que Randy dice que eso "No da tiempo ni para ver Wikipedia". Shelly está enojada porque no puede hablar con Amir, y consecuentemente, golpea a Stan repetidamente por la frustración. Randy rápidamente se siente agitado y se queja de que no se ha masturbado en un par de días. Randy explica al guardia de que después de encontrar todos los fetiches en la Internet, "no se puede ver Playboy otra vez". Cuando el guardia rehusó ayudar, Randy encontró a un viajero que informa que muchos hombres han venido a California por el mismo problema. El viajero le ofrece a Randy un "Simulador de Porno de Internet", una tienda con un computador de cartón en el que un señor dibuja imágenes. Randy se va decepcionado, contando al viajero que no es lo mismo. A continuación, el computador del campamento es encerrado en un cuarto en la noche, y Randy decide entrar para usarlo en secreto. Cuando se masturba mirando pornografía, sus "orgasmos" fuertes llaman la atención y es descubierto al frente del computador cubierto en todo el cuerpo de semen. Intenta explicar que un "fantasma" pasó por ahí y lo llenó de "ectoplasma". Un guardia descubre que Randy ha usado la mínima conexión que tenían.
Mientras tanto, el gobierno ha intentado una manera de arreglar "la Internet", una máquina gigante que parece ser un Router de red inalámbrica, que ha parado de funcionar por una razón desconocida. Muchos militares intentan repararla: Negociando con ella, comunicándose musicalmente y hasta disparándola. Kyle desconecta y reconecta su cable de energía, y el indicador de red pasa a verde indicando que la nación vuelve a tener internet, que fue sorpresa de todos.
De vuelta en el campamento, todos descubren que sus laptos funcionan y celebran el regreso de la Internet. Shelly, también feliz pues puede volver a comunicarse con Amir, de repente escucha un chico llamándola. Es Amir, cuya familia también ha ido al campamento, los 2 conversaron, e hicieron planes para enviar mensajes de correo electrónico en lugar de comunicarse personalmente. Al final del episodio, Randy da un discurso vestido de traje de norteamericano nativo, advirtiendo acerca del sobreuso de los "recursos naturales" con lo siguiente:
"¿Y qué fue lo que aprendimos de toda esta faena?, La internet se fue y regresó, Pero no sabemos por cuánto tiempo. No podemos aprovecharnos más de la Internet, el país entero debe dejar de conectarse por gusto. Debemos usar la Internet sólo cuando la necesitemos. Es fácil pensar que podemos usar toda la internet que queramos, pero si no tratamos a la Internet con el respeto (en este punto, golpeando la mesa para llamar la atención) que se merece, pudiéramos perderla para siempre. Aprendamos a vivir con la Internet y no para ella. No hagan más búsquedas sólo por que sí, no naveguen más en el laptop mientras miren la tele, Y finalmente sólo usen la internet para ver Porno 2 veces al día... máximo".